# Tuberochernes cohni
Espèce
Tuberochernes cohni est une espèce de pseudoscorpions de la famille des Chernetidae.

## Distribution
Cette espèce est endémique d'Arizona aux États-Unis. Elle se rencontre dans une grotte dans le monument national Grand Canyon-Parashant dans le comté de Mohave.

## Description
Le mâle holotype mesure 3,38 mm.

## Étymologie
Cette espèce est nommée en l'honneur de Theodore Cohn.

## Publication originale
- Harvey & Wynne, 2014 : Troglomorphic pseudoscorpions (Arachnida: Pseudoscorpiones) of northern Arizona, with the description of two new short-range endemic species. Journal of Arachnology, vol. 42, no 3, p. 205-219 (texte intégral).